# Haselgraben (Gemeinde Ybbsitz)
Haselgraben ist eine Ortschaft und eine Katastralgemeinde der Marktgemeinde Ybbsitz im Bezirk Amstetten in Niederösterreich. Die Ortschaft hat 255 Einwohner (Stand 1. Jänner 2024). Bis April 1939 war Haselgraben eine selbständige Gemeinde.

## Geografie
Der von Ybbsitz nach Osten ziehende und vom Haselgrabenbach gebildete Haselgraben überwindet bei Obergut eine Passhöhe 630 m ü. A. und führt längs des Grestenbaches hinab nach Gresten. Die Ortschaft verfügt über keinen Hauptort, sondern besteht aus zahlreichen Einzellagen wie Ekamp, Großeibenberg, Größing, Kleineibenberg, Niederbuchberg, Reißnerlehen, Schallau, Thor, Zehentmühle und Zulehen. Das Anwesen Haag bildet den östlichsten Hof der Ortschaft.
Zur Katastralgemeinde zählt auch die im Westen liegende Ortschaft Hubberg.

## Siedlungsentwicklung
Zum Jahreswechsel 1979/1980 befanden sich in der Katastralgemeinde Haselgraben insgesamt 175 Bauflächen mit 55.125 m² und 125 Gärten auf 450.426 m², 1989/1990 waren es 174 Bauflächen. 1999/2000 war die Zahl der Bauflächen auf 250 angewachsen und 2009/2010 waren es 209 Gebäude auf 293 Bauflächen.

## Geschichte
Laut Adressbuch von Österreich waren im Jahr 1938 in der Ortsgemeinde Haselgraben zwei Fuhrwerker, eine Gemischtwarenhandlung, ein Schmied, ein Schuster und einige Landwirte ansässig, zudem gab es eine Mühle, ein Sägewerk und drei Hammerwerke, darunter auch die Hammerwerke Haselgraben.
Am 1. April 1939 wurden die bis dahin selbständigen Ortsgemeinden Haselgraben, Maisberg, Prolling und Schwarzenberg nach Ybbsitz eingemeindet.

## Landwirtschaft
Die Katastralgemeinde ist landwirtschaftlich geprägt. 1005 Hektar wurden zum Jahreswechsel 1979/1980 landwirtschaftlich genutzt und 356 Hektar waren forstwirtschaftlich geführte Waldflächen. 1999/2000 wurde auf 958 Hektar Landwirtschaft betrieben und 422 Hektar waren als forstwirtschaftlich genutzte Flächen ausgewiesen. Ende 2018 waren 949 Hektar als landwirtschaftliche Flächen genutzt und Forstwirtschaft wurde auf 395 Hektar betrieben. Die durchschnittliche Bodenklimazahl von Haselgraben beträgt 21,9 (Stand 2010).